# Fourmies, Nord

Fourmies este o comună în departamentul Nord, Franța. În 1 ianuarie 2022 avea o populație de 11.528 de locuitori.